# The Dutchess
The Dutchess — дебютный сольный альбом американской певицы Ферги, выпущенный 19 сентября 2006 года. Альбом дебютировал на третьем месте в Billboard 200, за первую неделю в США было реализовано 142 000 экземпляров. The Dutchess стал одним из самых коммерчески успешных альбомов 2006 и 2007 годов, породив пять хитов, вошедших в топ-5 в США. Альбом также был популярен за пределами США, особенно в Японии, где он вышел с альтернативной обложкой и шестью бонус-треками. Всего было продано 2,9 миллиона копий альбома в США и более 5 миллионов копий по всему миру.
Альбом вышел в двух версиях: оригинальное издание и цензурное издание.

## Об альбоме
Название альбома The Dutchess напоминает английское слово «Duchess» (рус. герцогиня), но пишется с буквой t, как слово «Dutch» (рус. голландский, нидерландский). Оно отсылает к Саре Фергюсон, разведённой герцогине Йоркской, которая является однофамилицей Ферги, чьё настоящее имя Стейси Фергюсон (герцогиня также известна под прозвищем «Ферги»). В качестве исполнительного продюсера альбома выступил Will.I.Am, коллега Ферги по группе The Black Eyed Peas. Дуэты с Ферги на этом альбоме также записали рэпер Ludacris, B-Real из группы Cypress Hill и Рита Марли, вдова легендарного Боба Марли. Делюксовое издание альбома содержит кавер-версию песни «Barracuda» хард-рок-группы Heart.
Альбом дебютировал в американском хит-параде Billboard 200 на третьем месте, за первую неделю в США было продано 142 000 копий. Спустя 51 неделю после релиза The Dutchess достиг второго места, что стало для него наивысшей позицией в этом чарте. Три сингла с этого альбома, «London Bridge», «Glamorous» и «Big Girls Don’t Cry», достигли вершины американского чарта журнала Billboard. Песня «Big Girls Don’t Cry» заняла третье место в списке самых продаваемых синглов года. По данным MediaTraffic, на счету этого сингла имеется более 8 миллионов копий во всем мире. Ещё один сингл с альбома, «Fergalicious», достиг 2 места в США и Великобритании, однако был очень популярен в странах Латинской Америки. Релиз пятого сингла, «Clumsy», состоялся в конце октября 2007 года. The Dutchess пользовался большой популярностью в Японии, и поэтому лейбл решил переиздать альбом в этой стране, добавив в него шесть новых треков и эксклюзивную обложку.

## Позиции альбома в чартах
| Чарт           | Высшая позиция |
| -------------- | -------------- |
| Австралия      | 1              |
| Австрия        | 17             |
| Бельгия        | 45             |
| Бразилия       | 2              |
| Канада         | 4              |
| Нидерланды     | 46             |
| Франция        | 44             |
| Германия       | 11             |
| Ирландия       | 9              |
| Япония         | 3              |
| Нидерланды     | 6              |
| Новая Зеландия | 2              |
| Норвегия       | 17             |
| Польша         | 14             |
| Португалия     | 25             |
| Швеция         | 35             |
| Швейцария      | 11             |
| Великобритания | 18             |
| США            | 2              |
| Мир            | 3              |

## Продажи
| Страна         | Статус        | Продажи   |
| -------------- | ------------- | --------- |
| Австралия      | 2х Платиновый | 140,000   |
| Бразилия       | Золотой       | 50,000    |
| Канада         | Платиновый    | 100,000   |
| Нидерланды     | Платиновый    | 80,000    |
| Франция        | -             | 34,200    |
| Япония         | Платиновый    | 330,000   |
| Мексика        | Золотой       | 50,000    |
| Новая Зеландия | Платиновый    | 15,000    |
| Польша         | Платиновый    | 25,000    |
| Россия         | 3x Платиновый | 60,000    |
| Великобритания | Золотой       | 100,000   |
| США            | 3х Платиновый | 2,902,762 |
| Весь мир       | 2х Платиновый | 5,147,100 |

## Список композиций
1. Fergalicious (featuring will.i.am)
2. Clumsy
3. All That I Got (The Make Up Song) (featuirng will.i.am)
4. London Bridge
5. Pedestal
6. Voodoo Doll
7. Glamorous (featuring Ludacris)
8. Here I Come (featuring will.i.am)
9. Velvet
10. Big Girls Don’t Cry
11. Mary Jane Shoes (featuring Rita Marley & I-Threes)
12. Losing My Ground
13. Finally (featuring John Legend)
14. Maybe We Can Take A Ride (hidden track)
15. Get Your Hands Up (featuring Black Eyed Peas) (non-USA bonus track)
16. Wake Up (Australian bonus track)
17. Barracuda (Deluxe Edition Bonus Track)
18. Party People (featuring Nelly) (Deluxe Edition Bonus Track)
19. Clumsy (Collipark Remix) (featuring Soulja Boy Tell'Em) (Deluxe Edition Bonus Track)
20. Labels Or Love (Deluxe Edition Bonus Track)